# Juvenal Edjogo-Owono
Juvenal, właśc. Juvenal Edjogo-Owono Montalbán (ur. 3 kwietnia 1979 w Sabadell) – piłkarz z Gwinei Równikowej grający na pozycji pomocnika.

## Kariera klubowa
Karierę piłkarską Juvenal rozpoczął w klubie UE Vilassar del Mar. Grał w nim w sezonie 1998/1999. Następnie odszedł do Espanyolu. Nie przebił się jednak do składu pierwszej drużyny i grał w rezerwach tego klubu. W sezonie 2001/2002 był wypożyczony z Espanyolu do Levante UD z Segunda División.
W 2003 roku Juvenal zmienił klub i został piłkarzem CD Castellón. Następnie w sezonie 2004/2005 grał w Deportivo Alavés w Segunda División. W sezonie 2005/2006 był zawodnikiem Recreativo Huelva, a w sezonie 2006/2007 - CD Tenerife. W sezonie 2007/2008 występował w FC Cartagena, a latem 2008 roku podpisał kontrakt z CE Sabadell FC.
| Sezon   | Klub              | Kraj      | Rozgrywki          | Mecze | Bramki |
| ------- | ----------------- | --------- | ------------------ | ----- | ------ |
| 1999/00 | Espanyol B        | Hiszpania | Tercera División   | 21    | 0      |
| 2000/01 | Espanyol B        | Hiszpania | Segunda División B | 35    | 10     |
| 2001/02 | Levante UD        | Hiszpania | Segunda División   | 19    | 0      |
| 2002/03 | Espanyol B        | Hiszpania | Segunda División B | 29    | 5      |
| 2003/04 | CD Castellón      | Hiszpania | Segunda División B | 13    | 4      |
| 2004/05 | Deportivo Alavés  | Hiszpania | Segunda División   | 19    | 0      |
| 2005/06 | Recreativo Huelva | Hiszpania | Segunda División   | 26    | 1      |
| 2006/07 | CD Tenerife       | Hiszpania | Segunda División   | 13    | 2      |
| 2007/08 | FC Cartagena      | Hiszpania | Segunda División B | 26    | 1      |
| 2008/09 | CE Sabadell FC    | Hiszpania | Segunda División B | 38    | 5      |
| 2009/10 | CE Sabadell FC    | Hiszpania | Segunda División B | 32    | 5      |
| 2010/11 | CE Sabadell FC    | Hiszpania | Segunda División B | 34    | 6      |
| 2011/12 | CE Sabadell FC    | Hiszpania | Segunda División B |       |        |

## Kariera reprezentacyjna
W reprezentacji Gwinei Równikowej Juvenal zadebiutował w 2003 roku. W 2012 roku został powołany do kadry na Puchar Narodów Afryki 2012.